# Neuraeschna cornuta
Neuraeschna cornuta är en trollsländeart som beskrevs av Belle 1989. Neuraeschna cornuta ingår i släktet Neuraeschna och familjen mosaiktrollsländor. IUCN kategoriserar arten globalt som otillräckligt studerad. Inga underarter finns listade i Catalogue of Life.